# Březové
Březové (německy Birken) je vesnice, část města Litovel v okrese Olomouc. Nachází se asi 4 km na jihovýchod od Litovle. V roce 2009 zde bylo evidováno 67 adres. V roce 2001 zde trvale žilo 162 obyvatel.
Březové leží v katastrálním území Unčovice o výměře 11,16 km2.

## Obyvatelstvo

### Struktura
Vývoj počtu obyvatel za celou obec i  za jeho jednotlivé části uvádí tabulka níže, ve které se zobrazuje i příslušnost jednotlivých částí k obci či následné odtržení. 
| Místní části   | Místní části | 1869 | 1880 | 1890 | 1900 | 1910 | 1921 | 1930 | 1950 | 1961 | 1970 | 1980 | 1991 | 2001 | 2011 |
| -------------- | ------------ | ---- | ---- | ---- | ---- | ---- | ---- | ---- | ---- | ---- | ---- | ---- | ---- | ---- | ---- |
| Počet obyvatel | část Březové | 276  | 329  | 288  | 277  | 275  | 282  | 260  | 208  | 241  | 203  | 189  | 171  | 162  | 186  |
| Počet domů     | část Březové | 38   | 45   | 46   | 46   | 50   | 51   | 55   | 63   | -    | 56   | 56   | 61   | 60   | 60   |

## Další fotografie

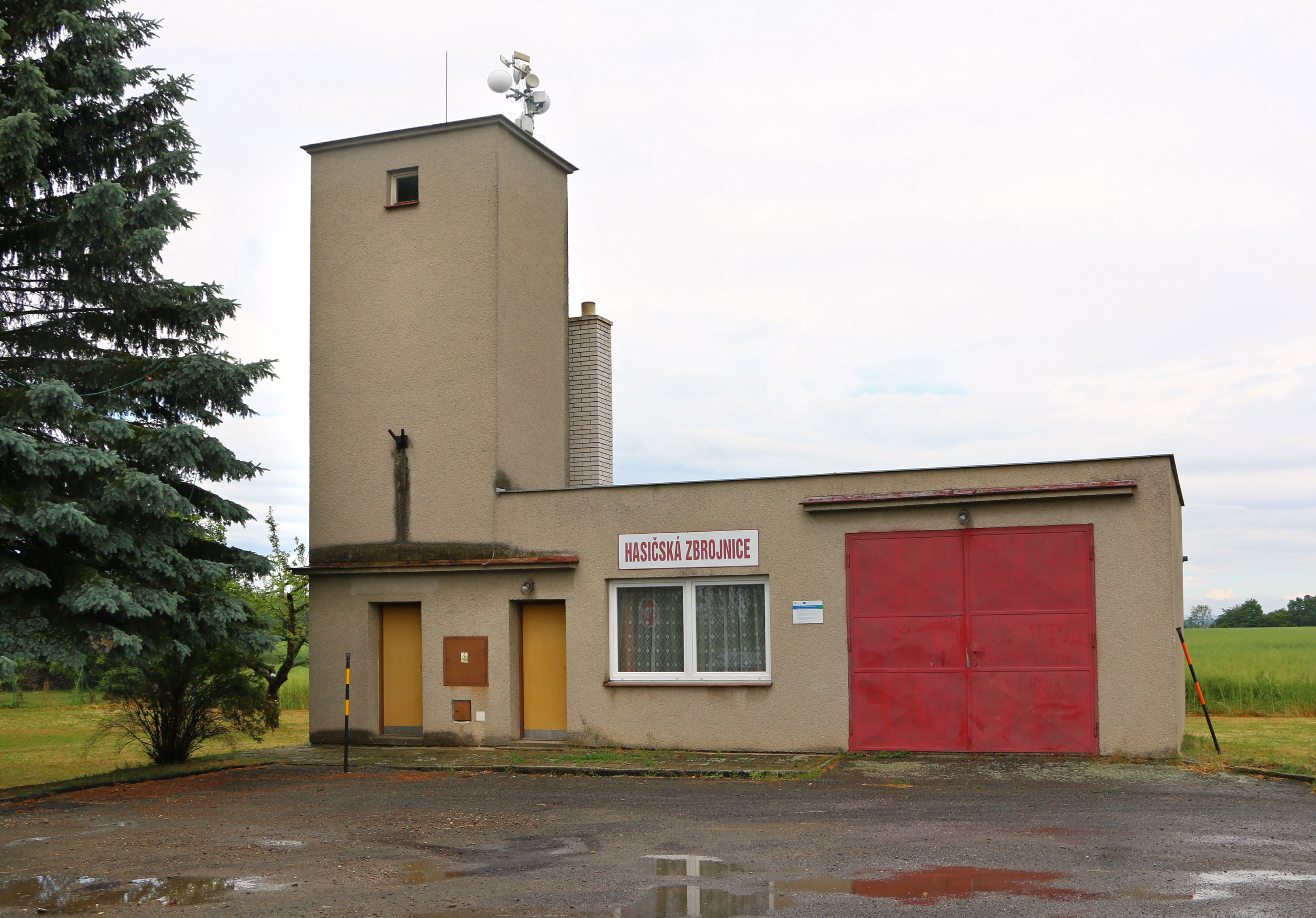
Hasičská zbrojnice
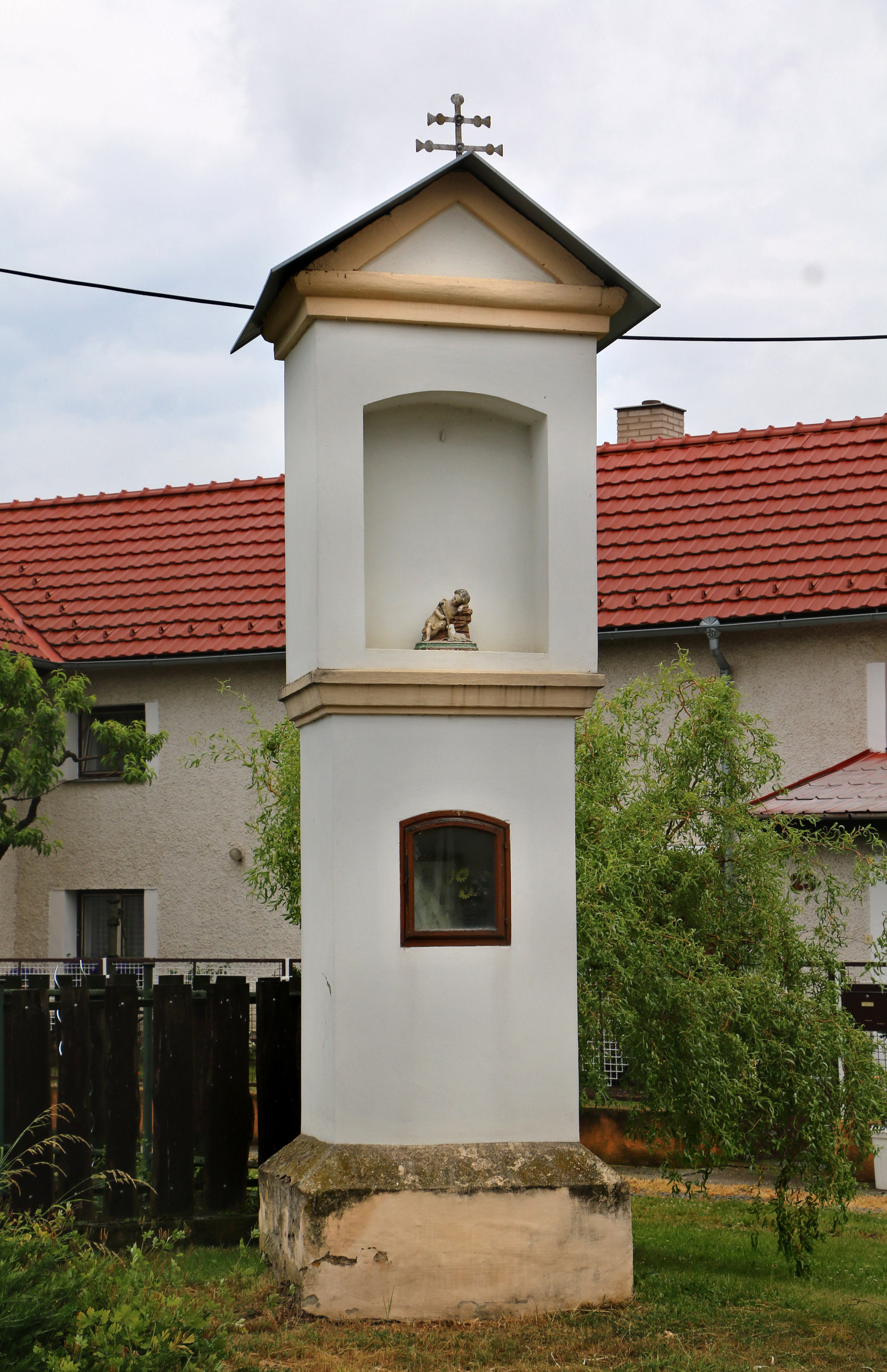
Kaplička s malou soškou